# 海蘭茲鎮區 (北卡羅萊納州梅肯縣)
海蘭茲鎮區（英語：Highlands Township）是位於美國北卡羅萊納州梅肯縣的一個鎮區。

## 地方資料
海蘭茲鎮區的面積為148.44平方千米，皆為陸地。根據2020年美國人口普查的數據，當地共有人口3463人，而人口密度為每平方千米23.33人。